# El reparador de reputaciones
El reparador de reputaciones es un cuento de terror escrito por Robert W. Chambers. Forma parte del libro El rey de amarillo, publicado en 1895, que incluye los cuentos El signo amarillo y La demoiselle d´Ys, entre otros.

## Análisis del texto
La historia se desarrolla en la ciudad de Nueva York en 1920, 25 años en el futuro respecto de la fecha de publicación del cuento. Está escrito en primera persona desde el punto de vista del protagonista, Hildred Castaigne. 
La primera parte del relato describe la excelente situación política y social del país y los logros conseguidos luego de la aplicación de ciertos planes que llevaron a un estado de prosperidad general. Esta pintura de época adquiere un tinte inquietante con la enumeración de algunas de las medidas adoptadas, como la "exclusión de los judíos nacidos en el extranjero [...], el establecimiento del nuevo estado negro independiente de Suanee, el control de la inmigración, las nuevas leyes sobre la naturalización...", y sobre todo con la instalación de la "Cámara letal del Gobierno". Se trata de una construcción pequeña y bella, destinada a procurar una muerte fácil a los suicidas.
Al tiempo que describe las mejoras generales, Hildred Castaigne relata un accidente que sufrió varios años antes y que derivó en su internamiento en un hospital psiquiátrico y los tratamientos y consultas médicas a que se vio sometido.  
El eje argumental del cuento gira en torno a los cambios de personalidad del protagonista luego de la lectura del libro "El Rey de amarillo", texto prohibido que leyera con pasión durante su convalecencia.

...me arrastré tembloroso a mi dormitorio donde lo leí y lo releí, y lloré y reí y temblé presa de un horror que todavía me asalta a veces. Esto es lo que me perturba, porque no puedo olvidarme de Carcosa donde estrellas negras lucen en los cielos; donde las sombras de los pensamientos de los hombres se alargan en la tarde, cuando los soles gemelos se hunden en el lago de Hali; y mi memoria cargará para siempre con el recuerdo de la  Máscara Pálida. Ruego a Dios que maldiga al escritor, como el escritor maldijo al mundo con esta su hermosa, estupenda creación, terrible en su simplicidad, irresistible en su verdad: un mundo que ahora tiembla ante el Rey de Amarillo.

La alteración profunda de su personalidad lo llevaría a vincularse con un personaje extraño y siniestro, quien a su vez será una nefasta influencia que derivará en una auténtica locura.
La eficacia del relato reside en la inquietud que produce en el lector, que a cada paso duda de la verdad contenida en el relato, con lo cual se alteran y desdibujan los límites de lo real y lo fantástico. Este efecto se refuerza por el estilo lúcido, claro y agradable de la prosa, que contrasta con un contenido propio de una mente desquiciada.

## Personajes
- Hildred Castaigne: Personaje principal y narrador.
- Wilde: El Reparador de Reputaciones a que alude el título. Anciano de aspecto repulsivo que ha creado una organización que utiliza el chantaje o el temor y para la cual trabajan en secreto personas importantes que se han beneficiado con anterioridad de los servicios de la misma organización.
- Louis Castaigne: Primo de Hildred Castaigne. Oficial militar que mantiene una relación amorosa con Constance Hawberk y no comparte la excentricidad ni las ambiciones de su primo.
- Constance Hawberk: Hija de Hawberk. Enamorada de Louis Castaigne.
- Hawberk: Artesano altamente cualificado que se especializa en la restauración de antiguas armaduras. Su taller se encuentra en la planta baja del mismo edificio donde vive Wilde.